# Júnior Moraes
Aluísio Chaves Ribeiro Moraes Júnior, meglio conosciuto come Júnior Moraes (Santos, 4 aprile 1987), è un ex calciatore brasiliano naturalizzato ucraino, di ruolo attaccante.

## Biografia
Júnior è il fratello minore di Bruno, anch'egli calciatore.

## Carriera

### Club

#### I primi anni in Brasile
Cresciuto nelle giovanili del club, nel 2007-2008 segna 2 gol in 16 presenze nel Brasilerao con il Santos. Successivamente viene mandato in prestito al Ponte Preta e al Santo Andrè.

#### L'arrivo in Europa e i primi successi
Nel 2010 viene acquistato dalla squadra romena del Gloria Bistrița.
Successivamente si trasferisce in club sempre nell'Europa orientale come il Metalurh Donec'k (acquistato nel 2011 vi gioca dal 2012 al 2015), il CSKA Sofia (2011-12) con cui vince la Supercoppa di Bulgaria 2011 e la Dinamo Kiev (dal 2015 al 2018) con una parentesi in Cina al Tianjin Quanjian nel 2017. Con la Dinamo Kiev vince il campionato ucraino 2015-2016 e la Supercoppa d'Ucraina 2016. In queste annate va in gol con regolarità dimostrandosi un buon attaccante, vincendo varie volte la classifica di capocannoniere nei campionati a cui prende parte.

#### Lo Šachtar
Nel 2018 si trasferisce allo Šachtar con cui al primo anno vince il campionato ucraino 2018-2019 e la Coppa d'Ucraina 2018-2019, risultando inoltre capocannoniere del campionato con 19 gol. Nel 2019-2020 anche meglio, firmando 20 gol in campionato ed in Europa League contribuisce firmando 3 gol in 2 partite tra ottavi e quarti di finale, condannando all'eliminazione rispettivamente Wolfsburg e Basilea.

### Nazionale
Il 22 e 26 marzo 2019 debutta con la nazionale ucraina a seguito della naturalizzazione, giocando gli incontri di qualificazione agli Europei 2020 contro Portogallo e Lussemburgo. La federazione lussemburghese, dopo la sconfitta sul campo, ha però fatto ricorso alla FIFA contro la posizione del calciatore che non avrebbe i requisiti per poter giocare con una nazionale diversa da quella di origine (ovvero il Brasile). Tuttavia le cose si sono concluse con un nulla di fatto e né lui né la federazione calcistica ucraina sono stati sanzionati.
Il 28 marzo 2021 realizza la sua prima rete con l'Ucraina in occasione del pareggio per 1-1 contro la Finlandia.

## Statistiche

### Presenze e reti nei club
Statistiche aggiornate al 28 agosto 2022.
| Stagione                 | Squadra                  | Campionato               | Campionato | Campionato | Coppe nazionali | Coppe nazionali | Coppe nazionali | Coppe continentali | Coppe continentali | Coppe continentali | Altre coppe | Altre coppe | Altre coppe | Totale | Totale | Totale |
| Stagione                 | Squadra                  | Comp                     | Pres       | Reti       | Comp            | Pres            | Reti            | Comp               | Pres               | Reti               | Comp        | Pres        | Reti        | Pres   | Reti   |        |
| ------------------------ | ------------------------ | ------------------------ | ---------- | ---------- | --------------- | --------------- | --------------- | ------------------ | ------------------ | ------------------ | ----------- | ----------- | ----------- | ------ | ------ | ------ |
| 2007                     | Santos                   | A                        | 15         | 1          | CB              | 0               | 0               | CL                 | 2                  | 0                  | -           | -           | -           | 17     | 1      |        |
| mag. 2008                | Santos                   | A                        | 1          | 1          | CB              | 0               | 0               | CL                 | 0                  | 0                  | -           | -           | -           | 1      | 1      |        |
| Totale Santos            | Totale Santos            | Totale Santos            | 16         | 2          |                 | 0               | 0               |                    | 2                  | 0                  |             | -           | -           | 18     | 2      |        |
| 2009                     | Santo André              | A1/SP+A                  | 4+3        | 1+1        | CB              | 0               | 0               | -                  | -                  | -                  | -           | -           | -           | 7      | 2      |        |
| feb.-mag. 2010           | Gloria Bistrița          | Liga I                   | 17         | 10         | CR              | 0               | 0               | -                  | -                  | -                  | -           | -           | -           | 17     | 10     |        |
| 2010-2011                | Gloria Bistrița          | Liga I                   | 15         | 8          | CR              | 3               | 2               | -                  | -                  | -                  | -           | -           | -           | 18     | 10     |        |
| Totale Gloria Bistrita   | Totale Gloria Bistrita   | Totale Gloria Bistrita   | 32         | 18         |                 | 3               | 2               |                    | -                  | -                  |             | -           | -           | 35     | 20     |        |
| 2011-2012                | CSKA Sofia               | A                        | 24         | 16         | CB              | 1               | 0               | UEL                | -                  | -                  | SB          | -           | -           | 25     | 16     |        |
| 2012-2013                | Metalurh Donietsk        | PL                       | 23         | 11         | KU              | 0               | 0               | UEL                | 4                  | 2                  | -           | -           | -           | 27     | 13     |        |
| 2013-2014                | Metalurh Donietsk        | PL                       | 27         | 19         | KU              | 1               | 0               | UEL                | 2                  | 0                  | -           | -           | -           | 30     | 19     |        |
| 2014-2015                | Metalurh Donietsk        | PL                       | 13         | 5          | KU              | 0               | 0               | -                  | -                  | -                  | -           | -           | -           | 13     | 5      |        |
| Totale Metalurh Donietsk | Totale Metalurh Donietsk | Totale Metalurh Donietsk | 63         | 35         |                 | 1               | 0               |                    | 6                  | 2                  |             | -           | -           | 70     | 37     |        |
| 2015-2016                | Dinamo Kiev              | PL                       | 20         | 7          | KU              | 2               | 1               | UCL                | 7                  | 1                  | SU          | 1           | 0           | 30     | 9      |        |
| 2016-feb. 2017           | Dinamo Kiev              | PL                       | 16         | 10         | KU              | 1               | 2               | UCL                | 6                  | 1                  | SU          | 1           | 0           | 24     | 13     |        |
| mar.-giu. 2017           | Tianjin Quanjian         | CSL                      | 3          | 0          | CC              | 1               | 2               | -                  | -                  | -                  | -           | -           | -           | 4      | 2      |        |
| 2017-2018                | Dinamo Kiev              | PL                       | 18         | 5          | KU              | 1               | 0               | UEL                | 11                 | 7                  | SU          | 0           | 0           | 30     | 12     |        |
| Totale Dinamo Kiev       | Totale Dinamo Kiev       | Totale Dinamo Kiev       | 54         | 22         |                 | 4               | 3               |                    | 24                 | 9                  |             | 2           | 0           | 84     | 34     |        |
| 2018-2019                | Šachtar                  | PL                       | 27         | 19         | KU              | 3               | 3               | UCL+UEL            | 6+2                | 3+1                | SU          | 1           | 0           | 39     | 26     |        |
| 2019-2020                | Šachtar                  | PL                       | 27         | 20         | KU              | 1               | 0               | UCL+UEL            | 6+6                | 2+4                | SU          | 1           | 0           | 41     | 26     |        |
| 2020-2021                | Šachtar                  | PL                       | 17         | 6          | KU              | 0               | 0               | UCL+UEL            | 3+4                | 0+2                | SU          | 1           | 1           | 25     | 9      |        |
| 2021-2022                | Šachtar                  | PL                       | 1          | 1          | KU              | 0               | 0               | UCL                | -                  | -                  | SU          | 0           | 0           | 1      | 1      |        |
| Totale Shakhtar Donietsk | Totale Shakhtar Donietsk | Totale Shakhtar Donietsk | 72         | 46         |                 | 4               | 3               |                    | 27                 | 12                 |             | 3           | 1           | 106    | 62     |        |
| 2022                     | Corinthians              | A1/SP+A                  | 2+9        | 0+0        | CB              | 2               | 1               | CL                 | 4                  | 0                  | -           | -           | -           | 17     | 1      |        |
| 2023                     | Corinthians              | A1/SP+A                  | 3+1        | 0+0        | CB              | 0               | 0               | -                  | -                  | -                  | -           | -           | -           | 4      | 0      |        |
| Totale Corinthians       | Totale Corinthians       | Totale Corinthians       | 5+10       | 0+0        |                 | 2               | 1               |                    | 4                  | 0                  |             | -           | -           | 21     | 1      |        |
| Totale Carriera          | Totale Carriera          | Totale Carriera          | 276        | 141        |                 | 16              | 11              |                    | 63                 | 23                 |             | 5           | 1           | 360    | 176    |        |

### Cronologia presenze e reti in nazionale
| Cronologia completa delle presenze e delle reti in nazionale ― Ucraina | Cronologia completa delle presenze e delle reti in nazionale ― Ucraina | Cronologia completa delle presenze e delle reti in nazionale ― Ucraina | Cronologia completa delle presenze e delle reti in nazionale ― Ucraina | Cronologia completa delle presenze e delle reti in nazionale ― Ucraina | Cronologia completa delle presenze e delle reti in nazionale ― Ucraina | Cronologia completa delle presenze e delle reti in nazionale ― Ucraina | Cronologia completa delle presenze e delle reti in nazionale ― Ucraina |
| Data                                                                   | Città                                                                  | In casa                                                                | Risultato                                                              | Ospiti                                                                 | Competizione                                                           | Reti                                                                   | Note                                                                   |
| ---------------------------------------------------------------------- | ---------------------------------------------------------------------- | ---------------------------------------------------------------------- | ---------------------------------------------------------------------- | ---------------------------------------------------------------------- | ---------------------------------------------------------------------- | ---------------------------------------------------------------------- | ---------------------------------------------------------------------- |
| 22-3-2019                                                              | Lisbona                                                                | Portogallo                                                             | 0 – 0                                                                  | Ucraina                                                                | Qual. Euro 2020                                                        | -                                                                      | 76’                                                                    |
| 25-3-2019                                                              | Lussemburgo                                                            | Lussemburgo                                                            | 1 – 2                                                                  | Ucraina                                                                | Qual. Euro 2020                                                        | -                                                                      |                                                                        |
| 7-9-2019                                                               | Vilnius                                                                | Lituania                                                               | 0 – 3                                                                  | Ucraina                                                                | Qual. Euro 2020                                                        | -                                                                      | 65’                                                                    |
| 10-9-2019                                                              | Dnipro                                                                 | Ucraina                                                                | 2 – 2                                                                  | Nigeria                                                                | Amichevole                                                             | -                                                                      | 37’                                                                    |
| 11-10-2019                                                             | Charkiv                                                                | Ucraina                                                                | 2 – 0                                                                  | Lituania                                                               | Qual. Euro 2020                                                        | -                                                                      |                                                                        |
| 3-9-2020                                                               | Leopoli                                                                | Ucraina                                                                | 2 – 1                                                                  | Svizzera                                                               | UEFA Nations League 2020-2021 - 1º turno                               | -                                                                      |                                                                        |
| 11-11-2020                                                             | Chorzów                                                                | Polonia                                                                | 2 – 0                                                                  | Ucraina                                                                | Amichevole                                                             | -                                                                      | 46’                                                                    |
| 14-11-2020                                                             | Lipsia                                                                 | Germania                                                               | 3 – 1                                                                  | Ucraina                                                                | UEFA Nations League 2020-2021 - 1º turno                               | -                                                                      | 75’                                                                    |
| 24-3-2021                                                              | Saint-Denis                                                            | Francia                                                                | 1 – 1                                                                  | Ucraina                                                                | Qual. Mondiali 2022                                                    | -                                                                      | 72’                                                                    |
| 28-3-2021                                                              | Kiev                                                                   | Ucraina                                                                | 1 – 1                                                                  | Finlandia                                                              | Qual. Mondiali 2022                                                    | 1                                                                      | 67’                                                                    |
| 31-3-2021                                                              | Kiev                                                                   | Ucraina                                                                | 1 – 1                                                                  | Kazakistan                                                             | Qual. Mondiali 2022                                                    | -                                                                      | 67’                                                                    |
| Totale                                                                 |                                                                        | Presenze                                                               | 11                                                                     |                                                                        | Reti                                                                   | 1                                                                      |                                                                        |

## Palmarès

### Club

#### Competizioni statali
- Campionato paulista: 1

Santos: 2007

#### Competizioni nazionali
- Supercoppa di Bulgaria: 1

CSKA Sofia: 2011
- Campionato ucraino: 3

Dinamo Kiev: 2015-2016
Šachtar: 2018-2019, 2019-2020
- Supercoppa d'Ucraina: 2

Dinamo Kiev: 2016
Šachtar: 2021
- Coppa d'Ucraina: 1

Šachtar: 2018-2019

### Individuale
- Capocannoniere del campionato bulgaro: 1

2011-2012 (16 gol, con Ivan Stojanov)
- Capocannoniere del campionato ucraino: 2

2018-2019 (19 gol), 2019-2020 (20 gol)